# Reimut Reiche
Pour les articles homonymes, voir Reiche.
Reimut Reiche, né le 20 juin 1941 à Esslingen am Neckar (Allemagne), est un sociologue, sexologue, auteur et psychanalyste allemand.